# 기도의 막이 내릴 때
《기도의 막이 내릴 때》(祈りの幕が下りる時, The Crimes That Bind)는 일본에서 제작된 후쿠자와 카츠오 감독의 2018년 미스터리, 스릴러 영화이다. 아베 히로시 등이 주연으로 출연하였다. 히가시노 게이고의 소설에 기반을 둔다.

## 출연

### 주연
- 아베 히로시 : 카가 쿄이치로 역
- 마츠시마 나나코 : 아사이 히로미 역

### 조연
- 미조바타 준페이 : 마츠미야 유헤이 역
- 다나카 레나 : 카나모리 토키코 역
- 키무라 미도리코 : 아츠코 아사이 역
- 카라스마 세츠코 : 야스오 미야모토 역
- 오토오 타쿠마
- 이토요 마리에 : 아사이 히로미 역 (20세)
- 나카지마 히로코
- 사쿠라다 히요리 : 아사이 히로미 역 (14세)
- 오이카와 미츠히로
- 코히나타 후미요
- 야마자키 츠토무 : 타카마사 카가 역
- 이토 란 : 유리코 타지마 역
- 슌부테이 쇼타 : 오바야시 역
- 우에스기 쇼조

## 기타
- 원작자: 히가시노 게이고
- 수입사: (주)오렌지옐로우하임

## 같이 보기
- 기린의 날개#영화